# Livoneca texana
Livoneca texana är en kräftdjursart som beskrevs av Arthur Sperry Pearse 1952. Livoneca texana ingår i släktet Livoneca och familjen Cymothoidae. Inga underarter finns listade i Catalogue of Life.